# Declaração dos Professores Alemães por Adolf Hitler

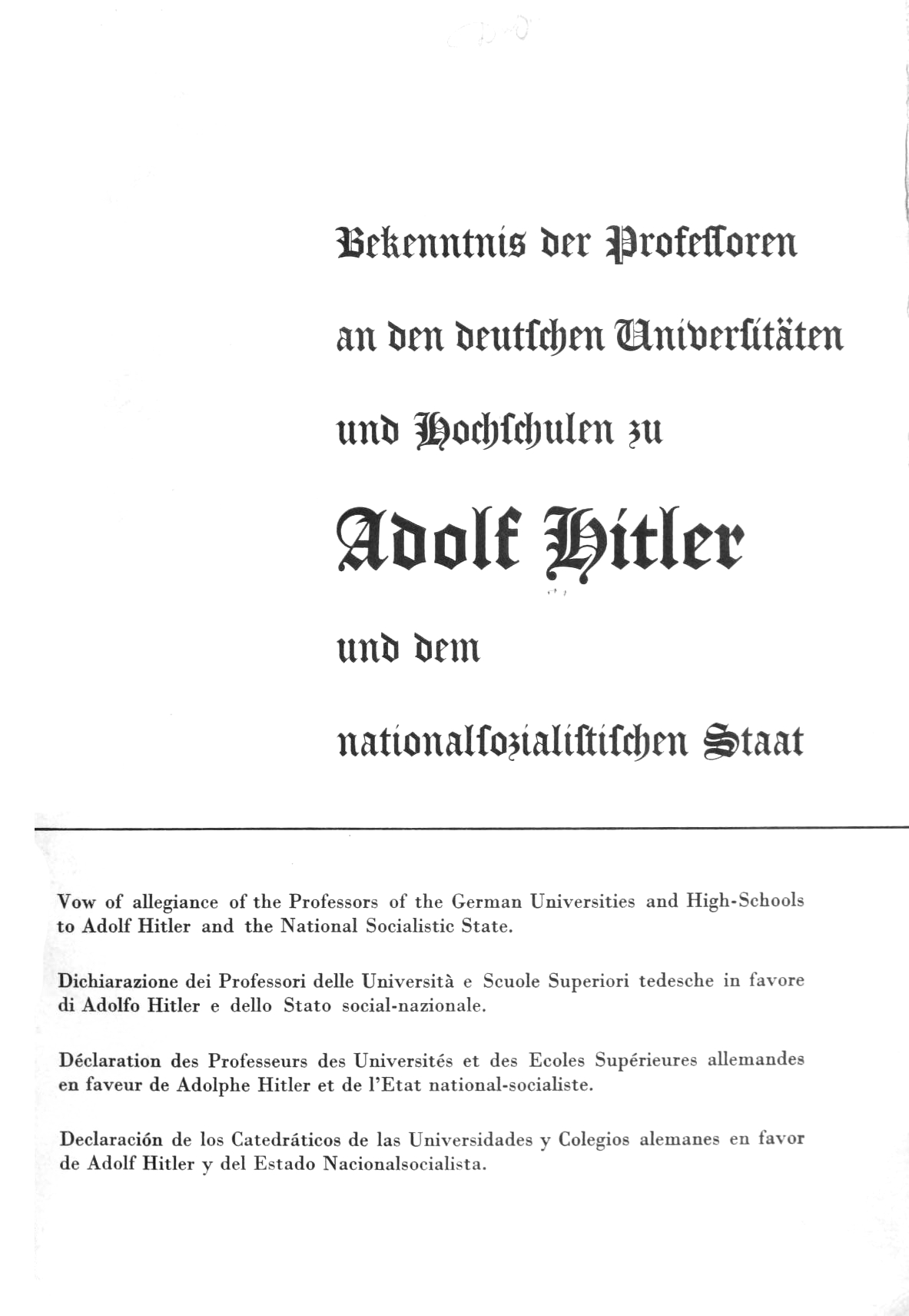
Página de título do documento

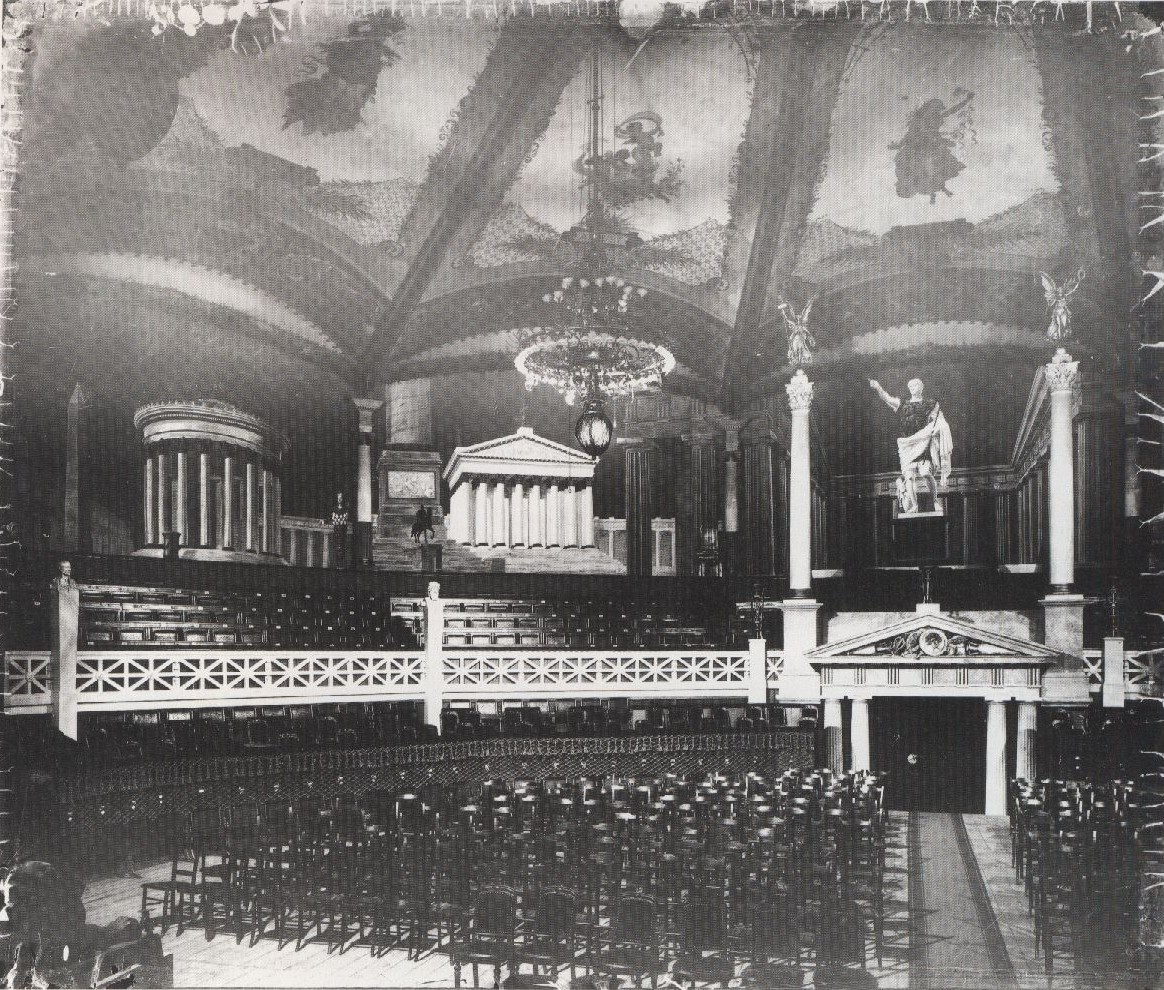
Alberthalle em Leipzig

A Declaração dos Professores Alemães por Adolf Hitler (em alemão:  Bekenntnis der Professoren an den deutschen Universitäten und Hochschulen zu Adolf Hitler und dem nationalsozialistischen Staat) foi apresentada em 11 de novembro de 1933 em comemoração à revolução nacional-socialista do ano, em uma celebração na Alberthalle do Krystallpalast em Leipzig, como juramento de intelectuais alemães. O título da declaração é Mit Adolf Hitler für des deutschen Volkes Ehre, Freiheit und Recht. Em outras denominação das publicações da época  e em documentos oficiais constam também Kundgebung der deutschen Wissenschaft ou abreviadamente Bekenntnis der Professoren bem como Ruf an die Gebildeten der Welt.

## Antecedentes
Organizador da declaração e editor do material impresso foi a Liga dos Professores Nacionalsocialistas da Saxônia. O evento ocorreu na véspera do "referendo" sobre a saída da Sociedade das Nações decidida em 14 de outubro, que foi associado com as Eleições federais na Alemanha em novembro de 1933 e foi uma eleição de fachada, porque havia apenas candidatos do NSDAP. A declaração foi, portanto, também uma convocação eleitoral. Vários discursos destacaram a suposta vontade de paz da Alemanha, que deveria ser seguida ao lado da liberdade e da honra. A saída da Sociedade das Nações foi justificada pela busca da igualdade da Alemanha no cenário internacional, que só poderia ser alcançada com a retirada das disposições discriminatórias da Sociedade. Apesar do fato de o Estado Nacional Socialista ter anteriormente interferido maciçamente na liberdade de ensino acadêmico das universidades através da lei para a restauração do serviço público, os cientistas assinaram expulsando cientistas da fé ou origem judaica, ou de convicção democrática. Além disso, a autodeterminação das universidades foi eliminada pela introdução do Führerprinzip, onde o NSDAP conquistou uma influência decisiva.